# Allocosa otavia
Allocosa otavia este o specie de păianjeni din genul Allocosa, familia Lycosidae, descrisă de Roewer, 1959.
Este endemică în Namibia. Conform Catalogue of Life specia Allocosa otavia nu are subspecii cunoscute.